# Белфлауер (Мисури)
Белфлауер (енгл. Bellflower) град је у америчкој савезној држави Мисури.

## Демографија
По попису из 2010. године број становника је 393, што је 34 (-8,0%) становника мање него 2000. године.
| Група             | 2000.       | 2010.       |
| Белци             | 413 (96,7%) | 368 (93,6%) |
| Афроамериканци    | 1 (0,2%)    | 9 (2,3%)    |
| Азијати           | 1 (0,2%)    | 0 (0,0%)    |
| Хиспаноамериканци | 4 (0,9%)    | 3 (0,8%)    |
| Укупно            | 427         | 393         |